# Бонем, Джон
Джон Ге́нри Бо́нем (англ. John Henry Bonham; 31 мая 1948 года, Реддитч, Вустершир, Англия — 25 сентября 1980 года, Клюэр, Виндзор, Англия), также известный под прозвищем Бонзо (англ. Bonzo) — британский барабанщик-виртуоз, участник группы Led Zeppelin, за время игры в которой стал одним из величайших и влиятельнейших ударников в рок-музыке.
Специалисты отмечали уникальную мощь его игры и чувство внутренней энергетики ритма. «Энциклопедия Британника» назвала Бонема «идеальным примером для всех барабанщиков хард-рока, которые пошли по его стопам». После смерти Бонема в 32 года Led Zeppelin распались.
В 2005 году британский журнал Classic Rock поставил Бонема на первое место в списке лучших рок-барабанщиков всех времён, также как и Rolling Stone в своём списке 100 величайших барабанщиков всех времён в 2016.

## Биография

### Детство и юность
Джон Бонем родился в Реддитче, графство Вустершир, Англия. Первые навыки игры на ударных он приобрёл в пятилетнем возрасте: собрал самодельную «установку» из коробок и кофейных банок, на которой играл, подражая Джину Крупе и Бадди Ричу. В возрасте 10 лет Джон получил в подарок от матери Джоан «чарлик», а в 15 лет — первую настоящую установку, Premier Percussion. Бонзо (Бонема прозвали так в честь пса из популярного британского комикса) не брал уроков игры на ударных, хоть и пытался в подростковом возрасте консультироваться у некоторых преподавателей.
По окончании школы Уилтан-хаус (Wiltan House; согласно некоторым источникам, он учился и в Bedford Modern) Джон поступил в строительную фирму, которой управлял его отец Джек Бонем. При этом он играл на ударных в нескольких местных группах попеременно. В 1964 году Джон Бонем вошёл в состав Terry Webb and the Spiders. Во время выступления на танцах в клубе Киддерминстера он познакомился со своей будущей женой Пэт Филлипс. В числе бирмингемских коллективов, где выступал Бонзо, были The Nicky James Movement, The Blue Star Trio и The Senators, причём последние сумели выпустить сингл «She’s a Mod», имевший умеренный успех. Такая жизнь Бонему нравилась: он решил бросить работу в отцовской фирме и посвятить себя музыке.
В 1966 году Бонем вошёл в состав группы A Way of Life, но после того, как ансамбль временно прекратил выступления, перешёл в блюз-группу Crawling King Snakes, где пел Роберт Плант. В 1967 году A Way of Life попросили его вернуться в состав и получили согласие, но контакта с Плантом Бонзо уже никогда не терял.
Когда последний решил стать участником Band of Joy, именно Джон Бонем оказался первым претендентом на вакансию ударника. Группа записала несколько демо, но так и не выпустила пластинок. В 1968 году американский певец Тим Роуз пригласил Band of Joy в первое отделение своих британских гастролей. Вернувшись на острова повторно, Роуз пригласил уже лично Бонема в свой аккомпанирующий состав, что на некоторое время обеспечило барабанщика стабильным заработком.

### Led Zeppelin
Когда Джимми Пейдж решил собрать группу, которая заменила бы для него The Yardbirds, первым делом он обратился с приглашением к вокалисту Терри Риду. Тот, незадолго до приглашения подписав сольный контракт с продюсером Микки Мостом, ответил отказом и порекомендовал Роберта Планта, который в свою очередь предложил пригласить за ударные Джона Бонема. Последний по сессионной работе уже был знаком и с Джимми Пейджем, и с Джоном Полом Джонсом.
Пейдж рассматривал другие кандидатуры: в их числе были ударник Procol Harum Би Джей Уилсон, а также сессионники Клем Каттини и Эйнсли Данбар. Ходили слухи, что в его списке присутствует и Джинджер Бейкер. Однако, побывав на концерте Тима Роуза с участием Бонема в Хампстеде на севере Лондона, Пейдж и менеджер Питер Грант единодушно сошлись на том, что это именно тот барабанщик, который им нужен.
Поначалу Бонем скептически относился к новому проекту, который ассоциировался в его представлении с творчеством Yardbirds, группой, как он был убеждён, «далёкого прошлого». Но, встав перед выбором между будущими Led Zeppelin с одной стороны и Джо Кокером и Крисом Фарлоу с другой, он остановился на первом варианте.
В ходе первого турне Led Zeppelin по США в декабре 1968 года Бонем подружился с Кармайном Эпписом, барабанщиком Vanilla Fudge. Последний порекомендовал ему ударную установку Ludwig, которую Бонем использовал затем в течение всей своей карьеры. При этом он всегда подбирал себе самые длинные и тяжёлые палочки, которые называл «деревьями» («trees»). Жёсткая манера игры Джона Бонема и оглушающее звучание его барабанов стали во многом характерной чертой всего стиля ранних Led Zeppelin («You Shook Me», «Immigrant Song», «When the Levee Breaks»).
Позже Бонем ввёл в свою стилистическую палитру элементы фанка и латинской перкуссии («Royal Orleans», «Fool in the Rain»). Уже после смерти Бонзо специалисты отметили, что он играл с едва заметным опережением общего ритма, что было характерно для техники многих африканских шаманов, именно таким образом обеспечивавших гипнотический эффект в своём искусстве.
Знаменитое соло Бонема в композиции, которая сначала называлась «Pat’s Delight», а позже была переименована в «Moby Dick» на концертах нередко растягивалось на полчаса, причём для обеспечения разнообразных эффектов он наряду с палочками использовал обе кисти рук и пальцы.
В гастрольных турне Led Zeppelin после 1969 года Бонем расширял свою ударную установку, включая в неё конги, оркестровые литавры и симфонический гонг. По утверждению газеты Dallas Times Herald, Бонем первым в истории использовал драм-синтезатор (по-видимому, произведённый Syndrum) — во время исполнения «Kashmir» в Далласе, штат Техас, в 1977 году.
В годы участия в Led Zeppelin Джон Бонем занимался коллекционированием старых спортивных автомобилей и мотоциклов, которые хранил на семейной ферме под названием The Old Hyde. Он купил паб The Plough в деревне Шенстоун и начал перестраивать его так, чтобы можно было разъезжать не только на мотоциклах, но и на автомобилях прямо за стойкой бара. В фильме The Song Remains the Same, однако, был снят не этот паб, а «New Inn», который сейчас служит гостиницей и где о Led Zeppelin напоминает единственная фотография, висящая неподалёку от стойки бара.

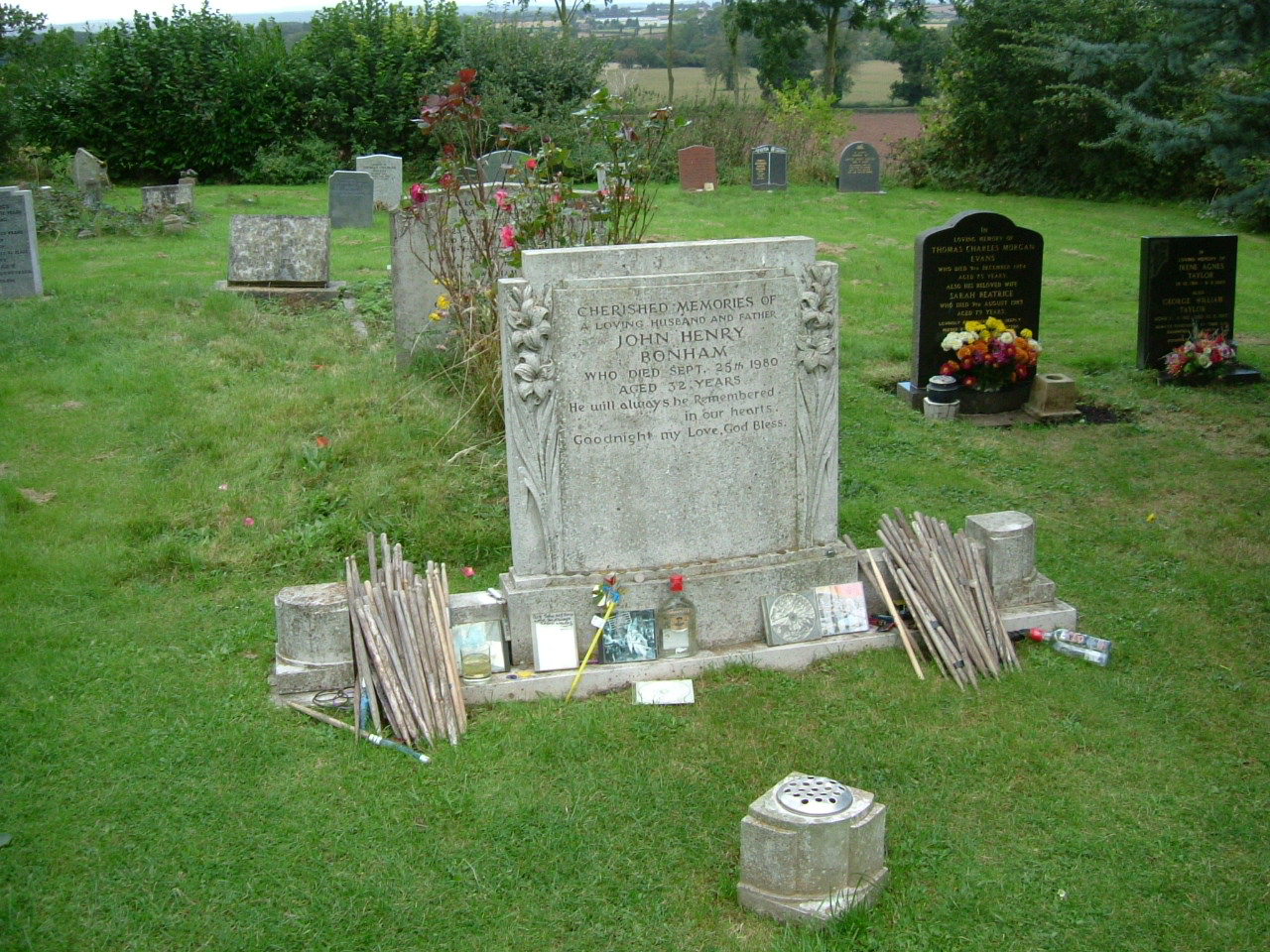
Могила Джона Бонема

Параллельно с работой в Led Zeppelin Бонем находил время для сотрудничества с другими музыкантами. В 1969 году он вошёл в состав The Family Dogg и записал альбом «A Way of Life», с Пейджем и Джонсом. В 1970 году он принял участие в студийной работе над альбомом Лорда Сатча «Lord Sutch and Heavy Friends». В песне Лулу «Everybody Clap» (1971), написанной Морисом Гиббом и Билли Лоури, также звучит его партия ударных. Бонем снялся в фильме Ринго Старра и компании Apple «Сын Дракулы», где сыграл на ударных в группе графа Доуни (Харри Нилссон): его партии звучат и в саундтреке (в записи которого также принимали участие сам Ринго и Кит Мун). Позже Бонем сыграл со своим давним бирмингемским другом Роем Вудом в альбоме «On the Road Again» (1979), а также с Полом Маккартни и Wings («Back to the Egg», «Rockestra Theme»).

### Смерть
К концу 1970-х годов у Джона Бонема обострились проблемы с алкогольной зависимостью, преследовавшие его ещё с конца 1960-х годов, и заметно пошатнулось здоровье: он нередко терял сознание прямо на концертах.
Утром 25 сентября 1980 года, после продолжительного употребления алкоголя накануне, Джон Бонем был найден мёртвым в доме Джимми Пейджа The Old Mill House в Клюэре, Виндзор. В отчёте коронера говорилось, что смерть наступила в результате несчастного случая: он захлебнулся рвотными массами. Наркотиков в крови обнаружено не было. 12 октября 1980 года тело Джона Бонема было кремировано, а прах — захоронен в приходской церкви Рашока в Вустершире.
Многочисленные слухи, в которых присутствовали имена новых барабанщиков, не подтвердились: трое оставшихся участников группы единодушно решили, что без Бонема коллектив существовать не может, о чём и сделали заявление 4 декабря 1981 года:

Мы хотели бы известить всех, что горечь утраты, уважение к семье нашего дорогого друга, а также чувство неделимой гармонии, которое объединяло нас пятерых вместе с менеджером, привели нас к решению, что мы не сможем продолжать как прежде. Led Zeppelin.
Оригинальный текст (англ.)We wish it to be known that the loss of our dear friend and the deep respect we have for his family, together with the sense of undivided harmony felt by ourselves and our manager, have led us to decide that we could not continue as we were. Led Zeppelin.

## Семья
Младшая сестра Бонема, Дебора Бонем (род. 1962) — автор песен. Его младший брат, Мик Бонем (1951—2000), был диск-жокеем, журналистом и фотографом. Сын Джейсон — известный рок-барабанщик, выступивший в декабре 2007 года в Лондоне с тремя остальными участниками Led Zeppelin. Дочь Зоуи — автор и исполнитель песен, регулярно появляется на встречах, посвящённых Led Zeppelin.